# Josef von Mittrowsky

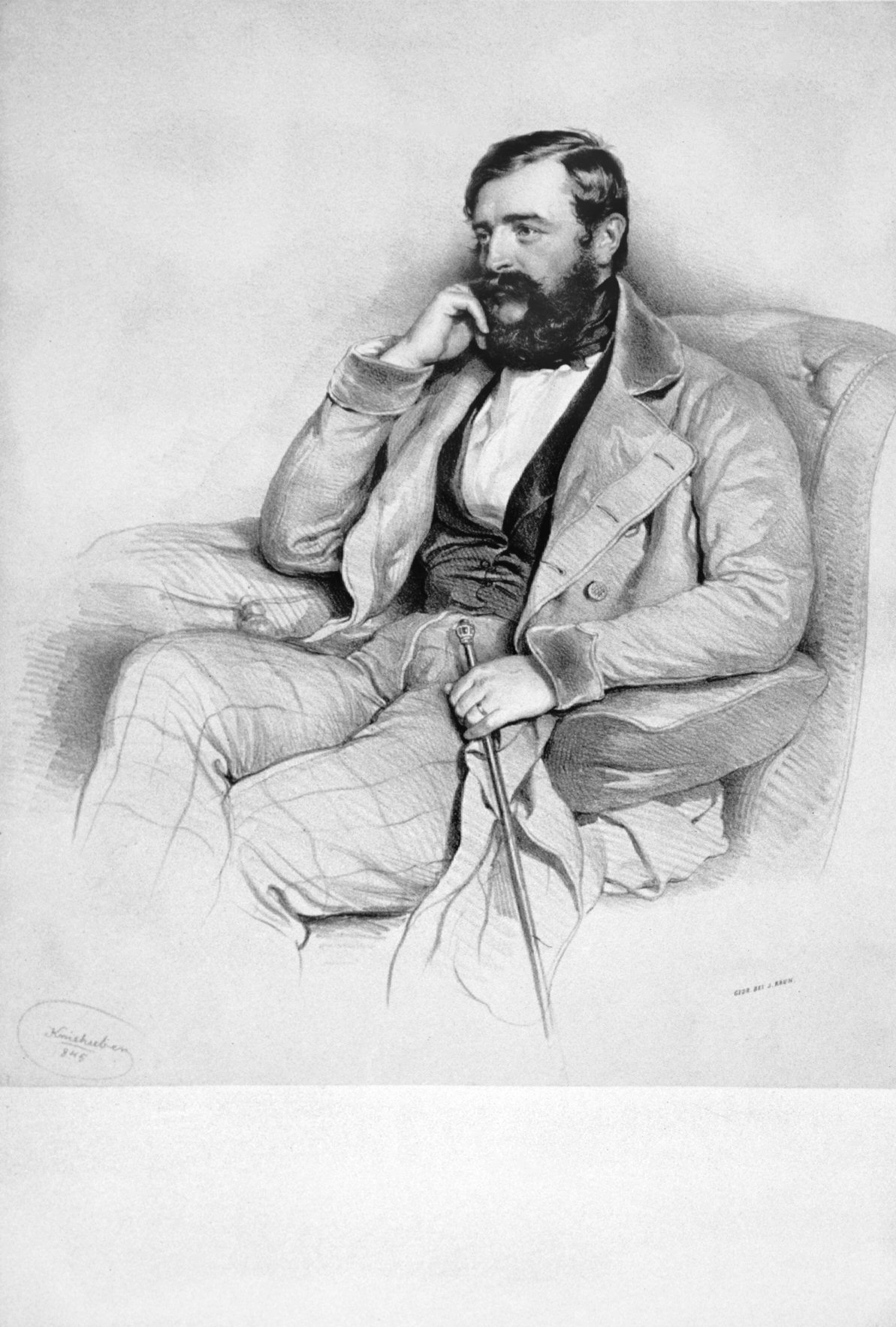
Josef von Mittrowsky

Josef Graf Mittrowsky von Mittrowitz und Nemischl (* 14. Juni 1802 in Wien; † 24. Dezember 1875 ebenda) war ein österreichischer Generalmajor, k. k. Kämmerer, Geheimrat, Komtur und Gesandter des Malteserordens am kaiserlichen Hof.

## Leben

### Herkunft
Er stammte aus dem alten mährischen Adelsgeschlecht der Mittrowsky von Mittrowitz und Nemischl. Seine Eltern waren der k. k. Geheimrat, Kämmerer und Oberster Kanzler Anton Friedrich Graf von Mittrowsky (1770–1842) und dessen Ehefrau, die Palastdame Leopoldine geb. Gräfin von Klebelsberg. 

### Lebenslauf
Josef von Mittrowsky wurde 1833 zum Major befördert und trat er als Kämmerer in die Dienste Erzherzog Ferdinands. 1821 diente er als Leutnant im Ulanen-Regiment. 1838 avancierte er zum Oberst sowie 1846 zum Generalmajor. Des Weiteren erhielt er die Würde des k. k. Kämmerers und wurde Komtur des Malteserordens. Bis 1848 stand er der Inneren Kammer vor. Darauf wurde er an Stelle des zum Großprior in Böhmen beförderten Grafen Kolowrat zum Gesandten des Johanniterordens am kaiserlichen Hof ernannt. Josef von Mittrowsky begleitete Kaiserin Elisabeth während eines Krankenaufenthaltes auf die Insel Madeira. Er starb 1875 in Wien.